# Utina

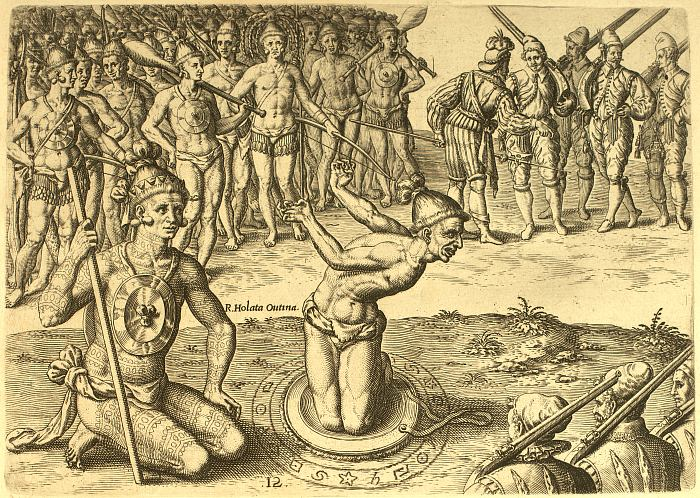
Stregone Utina prépara i guerrieri al combattimento (stampa di Théodore de Bry da un disegno di Jacques Le Moyne de Morgues).

Utina (conosciuta anche col nome d'Agua Dulce) è il nome di una Chiefdom amerinda che si estendeva sul nord della Florida e sul territorio attuale della Georgia nel XVI secolo. Questa tribù era strettamente legata a quella degli Acuera che vivevano più nell'entroterra ed a quella degli Utinahica.

## Lingua
Gli Utina erano una delle tribù della Nazione Timucua, parlavano quindi un dialetto della Lingua timucua, in particolare il loro dialetto apparteneva al gruppo dialettale denominato Mocama.

## Presentazione
Gli Utina erano costantemente in conflitto con le tribù vicine dei Saturiwa e dei Tacatacurus entrambe appartenenti al gruppo Mocama. Gli Utina vivevano sulle rive del fiume Saint Johns e sulla zona dell'attuale città di Palatka fino al lago George nella regione d'Ocala.

## Storia
Nel 1562, all'arrivo dei coloni Ugonotti francesi sulla costa della colonia della Florida francese, i Saturiwas ed i Tacatacurus accolsero i Francesi con devozione e li aiutarono ad edificare i bastioni di Charlesfort e, più tardi, di Fort Caroline.
Essi si allearono con i francesi nella loro lotta contro gli Utina, che si erano schierati con gli spagnoli (che li avevano chiamati "Agua Dulce"), durante il conflitto tra le due potenze europee.
- Nel 1565, le forze spagnole attaccarono fort Caroline e giustiziarono l'intera guarnigione francese.
- Nel 1568, Dominique de Gourgues s'imbarcò in una spedizione punitiva per vendicare i francesi massacrati dagli spagnoli tre anni prima. Arrivate sulla costa della Florida, le forze francesi, con l'aiuto dei Saturiwas, dei Tacatacurus e di altre tribù di nativi americani (Potanos e Mayacas), massacrarono la guarnigione spagnola di Fort Mateo che si era sostituito a Fort Carolina. Forte di questo successo, Dominique de Gourgues ed i suoi alleati indiani distrussero altre due fortezze spagnole.

Come altri popoli amerindi, gli Utina furono decimati dalle nuove malattie infettive portate dai colonizzatori e dalle guerre che imperversarono nel XVII secolo, scomparendo all'inizio del secolo seguente. I pochi sopravvissuti, verosimilmente si fusero con altri membri delle antiche tribù Timucua e persero la loro identità.